# Władysław Stachurski
Władysław Stachurski (Piotrkowice, 27 marzo 1945 – Varsavia, 13 marzo 2013) è stato un allenatore di calcio e calciatore polacco, di ruolo difensore.

## Carriera

### Nazionale
Debutta il 12 ottobre del 1969 contro il Lussemburgo (1-5).

## Palmarès

### Giocatore

#### Club

##### Competizioni nazionali
- Puchar Polski: 2

Legia Varsavia: 1965-1966, 1972-1973
- Campionato polacco di seconda divisione: 2

Legia Varsavia: 1968-1969, 1969-1970

#### Competizioni internazionali
- Coppa Piano Karl Rappan: 1

Legia Varsavia: 1968

### Allenatore

#### Club

##### Competizioni nazionali
- Puchar Polski: 1

Legia Varsavia: 1996-1997